# Список кавалеров ордена «За заслуги перед Отечеством» II степени

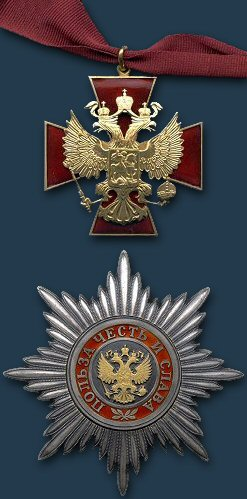
Орден «За заслуги перед Отечеством» II степени

Это список кавалеров ордена «За заслуги перед Отечеством» II степени (после даты стоит номер указа Президента Российской Федерации, которым произведено награждение)

## Кавалеры ордена II степени, награждённые по опубликованным указам
1. 5 ноября 1994 года, № 2061 — Калашников, Михаил Тимофеевич — главный конструктор, начальник конструкторского бюро акционерного общества «Ижмаш», Удмуртская Республика
2. 11 ноября 1994 года, № 2081 — Козлов, Дмитрий Ильич — член-корреспондент Российской академии наук, начальник и генеральный конструктор Центрального специализированного конструкторского бюро, Самарская область
3. 14 ноября 1995 года, № 1140 — Лужков, Юрий Михайлович — мэр, премьер правительства Москвы
4. 10 декабря 1995 года, № 1243 — Свиридов, Георгий Васильевич — композитор, город Москва
5. 7 июня 1996 года, № 840 — Прохоров, Александр Михайлович — академик, директор Института общей физики, город Москва
6. 3 октября 1996 года, № 1415 — Бородин, Павел Павлович — Управляющий делами Президента Российской Федерации
7. 28 ноября 1996 года, № 1609 — Лихачёв, Дмитрий Сергеевич — академик, заведующий отделом Института русской литературы (Пушкинский Дом) Российской академии наук, город Санкт-Петербург
8. 17 января 1997 года, № 7 — Шаймиев, Минтимер Шарипович — Президент Республики Татарстан
9. 20 февраля 1997 года, № 111 — Строев, Егор Семёнович — Председатель Совета Федерации Федерального собрания Российской Федерации
10. 25 марта 1997 года, № 263 — Ростропович, Мстислав Леопольдович — музыкант, почетный президент Ассоциации исполнительского искусства «Русская исполнительская школа»
11. 11 сентября 1997 года, № 1003 — Алексий II (Ридигер Алексей Михайлович) — Патриарх Московский и Всея Руси
12. 9 октября 1997 года, № 1108 — Тяжлов, Анатолий Степанович — губернатор Московской области
13. 6 ноября 1997 года, № 1154 — Селезнёв, Геннадий Николаевич — Председатель Государственной думы Федерального собрания Российской Федерации
14. 13 декабря 1997 года, № 1280 — Басов, Николай Геннадиевич — академик, советник Российской академии наук, директор отделения квантовой радиофизики Физического института имени П. Н. Лебедева
15. 23 марта 1998 года, № 282 — Черномырдин, Виктор Степанович
16. 1 апреля 1998 года, № 336 — Быстрицкая, Элина Авраамовна — артистка Государственного академического Малого театра России, город Москва
17. 10 апреля 1998 года, № 372 — полковник Соловьёв, Анатолий Яковлевич — летчик-космонавт, командир корабля
18. 12 мая 1998 года, № 551 — Примаков, Евгений Максимович — Министр иностранных дел Российской Федерации
19. 28 мая 1998 года, № 602 — Петровский, Борис Васильевич — академик, город Москва
20. 6 июля 1998 года, № 778 — Котельников, Владимир Александрович — академик Российской академии наук, город Москва
21. 9 октября 1998 года, № 1208 — Светланов, Евгений Фёдорович — художественный руководитель и главный дирижёр Государственного академического симфонического оркестра под управлением Е. Светланова, город Москва
22. 23 октября 1998 года, № 1299 — Уткин, Владимир Фёдорович — академик Российской академии наук, директор Федерального государственного предприятия «Центральный научно-исследовательский институт машиностроения», Московская область
23. 27 ноября 1998 года, № 1426 — Патон, Борис Евгеньевич — академик Российской академии наук, президент Национальной академии наук Украины
24. 30 ноября 1998 года, № 1434 — Власов, Валентин Степанович — полномочный представитель Президента Российской Федерации в Чеченской Республике
25. 2 декабря 1998 года, № 1449 — Яковлев, Александр Николаевич — академик Российской академии наук, председатель Комиссии при Президенте Российской Федерации по реабилитации жертв политических репрессий
26. 31 марта 1999 года, № 393 — Покровский, Валентин Иванович — президент Российской академии медицинских наук
27. 12 апреля 1999 года, № 458 — Шумаков, Валерий Иванович — академик Российской академии наук, директор Научно-исследовательского института трансплантологии и искусственных органов, город Москва
28. 15 апреля 1999 года, № 478 — Пугачёва, Алла Борисовна — солистка общества «Лифо», город Москва
29. 18 апреля 1999 года, № 504 — Рахимов, Муртаза Губайдуллович — Президент Республики Башкортостан
30. 28 апреля 1999 года, № 531 — Астафьев, Виктор Петрович — писатель, Красноярский край
31. 9 мая 1999 года, № 571 — Палеев, Николай Романович — руководитель кардиопульмонологического отделения и кафедры терапии факультета усовершенствования врачей Московского областного научно-исследовательского клинического института имени М. Ф. Владимирского
32. 4 июня 1999 года, № 701 — Осипов, Юрий Сергеевич — академик, президент Российской академии наук
33. 10 июня 1999 года, № 725 — Зыкина, Людмила Георгиевна — художественный руководитель Государственного академического русского народного ансамбля «Россия», город Москва
34. 12 июня 1999 года, № 739 — Моисеев, Игорь Александрович — художественный руководитель Государственного академического ансамбля народного танца под руководством Игоря Моисеева, город Москва
35. 29 июня 1999 года, № 857 — Федермессер, Виталий Александрович — генеральный директор акционерного общества «Кондопога», Республика Карелия
36. 27 июля 1999 года, № 903 — Иванов, Игорь Сергеевич — Министр иностранных дел Российской Федерации
37. 30 июля 1999 года, № 945 — Франценюк, Иван Васильевич — генеральный директор акционерного общества «Новолипецкий металлургический комбинат», Липецкая область
38. 7 сентября 1999 года, № 1173 — Кокин (Анненков) Николай Александрович — артист Государственного академического Малого театра России, город Москва
39. 10 сентября 1999 года, № 1215 — Осипьян, Юрий Андреевич — академик, директор Института физики твердого тела Российской академии наук, Московская область
40. 25 сентября 1999 года, № 1285 — Доллежаль, Николай Антонович — академик Российской академии наук, советник при дирекции Государственного предприятия «Научно-исследовательский и конструкторский институт энерготехники», город Москва
41. 22 ноября 1999 года, № 1561 — Авдеев, Сергей Васильевич — летчик-космонавт, бортинженер
42. 3 декабря 1999 года, № 1593 — Позгалёв, Вячеслав Евгеньевич — губернатор Вологодской области
43. 7 декабря 1999 года, № 1612 — Прусак, Михаил Михайлович — губернатор Новгородской области
44. 27 декабря 1999 года, № 1705 — Пахмутова, Александра Николаевна — композитор, город Москва
45. 27 декабря 1999 года, № 1718 — Беляков, Ростислав Аполлосович — советник генерального конструктора государственного унитарного предприятия «Российская самолетостроительная корпорация „МиГ“», город Москва
46. 30 декабря 1999 года, № 1744 — Архипова, Ирина Константиновна — президент Международного союза музыкальных деятелей, город Москва
47. 7 февраля 2000 года, № 310 — Липухин, Юрий Викторович — председатель совета директоров акционерного общества «Северсталь», Вологодская область
48. 6 марта 2000 года, № 470 — Савиных, Виктор Петрович — ректор Московского государственного университета геодезии и картографии
49. 10 марта 2000 года, № 478 — Коптев, Юрий Николаевич — генеральный директор Российского авиационно-космического агентства
50. 22 марта 2000 года, № 541 — Жжёнов, Георгий Степанович — артист Государственного академического театра имени Моссовета, город Москва
51. 15 апреля 2000 года, № 688 — Литвинов, Борис Васильевич — академик Российской академии наук, заместитель научного руководителя — начальник лаборатории Российского федерального ядерного центра — Всероссийского научно-исследовательского института технической физики
52. 24 апреля 2000 года, № 714 — Николаев, Михаил Ефимович — Президент Республики Саха (Якутия)
53. 24 апреля 2000 года, № 718 — Игумнов, Геннадий Вячеславович — губернатор Пермской области
54. 1 июля 2000 года, № 1217 — Пугин, Николай Андреевич — президент акционерного общества «ГАЗ», Нижегородская область
55. 4 июля 2000 года, № 1241 — Зуев, Владимир Евсеевич — академик, главный научный сотрудник Института оптики атмосферы Сибирского отделения Российской академии наук, Томская область
56. 25 июля 2000 года, № 1365 — Копелев, Владимир Ефимович — генеральный директор акционерного общества «Домостроительный комбинат № 1», город Москва
57. 27 октября 2000 года, № 1803 — Новожилов, Генрих Васильевич — академик Российской академии наук, генеральный конструктор акционерного общества «Авиационный комплекс имени С. В. Ильюшина», город Москва
58. 6 ноября 2000 года, № 1845 — Аяцков, Дмитрий Фёдорович — губернатор Саратовской области
59. 9 ноября 2000 года, № 1858 — Калери, Александр Юрьевич — летчик-космонавт, бортинженер
60. 18 ноября 2000 года, № 1880 — Плисецкая, Майя Михайловна — артистка балета, город Москва
61. 18 ноября 2000 года, № 1886 — Бесков, Константин Иванович — член совета директоров футбольного клуба «Динамо-Москва»
62. 11 марта 2001 года, № 289 — Баглай, Марат Викторович — Председатель Конституционного суда Российской Федерации
63. 28 марта 2001 года, № 351 — Маршал Российской Федерации Сергеев, Игорь Дмитриевич — Министр обороны Российской Федерации
64. 2 апреля 2001 года, № 382 — Лукашенко, Александр Григорьевич — Президент Республики Беларусь
65. 19 апреля 2001 года, № 450 — Аркаев, Леонид Яковлевич — главный тренер сборной команды России по спортивной гимнастике, город Москва
66. 19 апреля 2001 года, № 450 — Смирнов, Виталий Георгиевич — президент Олимпийского комитета России
67. 21 июня 2001 года, № 747 — Маршал Советского Союза Соколов, Сергей Леонидович, город Москва
68. 10 июля 2001 года, № 823 — Маршал Советского Союза Куликов, Виктор Георгиевич — председатель Комитета Государственной думы Федерального собрания Российской Федерации по делам ветеранов
69. 27 июля 2001 года, № 931 — Фадеев, Геннадий Матвеевич — начальник Московской железной дороги, город Москва
70. 28 сентября 2001 года, № 1151 — полковник Мусабаев, Талгат Амангельдиевич — командир группы, инструктор-космонавт-испытатель отряда космонавтов Российского государственного научно-исследовательского испытательного центра подготовки космонавтов имени Ю. А. Гагарина, Московская область
71. 14 января 2002 года, № 38 — Логунов, Анатолий Алексеевич — академик Российской академии наук, директор Государственного научного центра Российской Федерации «Институт физики высоких энергий», Московская область
72. 29 января 2002 года, № 110 — Покровский, Борис Александрович — художественный руководитель и главный режиссёр Московского государственного академического Камерного музыкального театра под художественным руководством Б. А. Покровского
73. 11 февраля 2002 года, № 156 — Яковлев, Вениамин Фёдорович — Председатель Высшего арбитражного суда Российской Федерации
74. 8 марта 2002 года, № 262 — Матвеев, Евгений Семёнович — кинорежиссёр-постановщик киноконцерна «Мосфильм», город Москва
75. 20 марта 2002 года, № 292 — Антонова, Ирина Александровна — директор Государственного музея изобразительных искусств имени А. С. Пушкина, город Москва
76. 3 апреля 2002 года, № 322 — Горынин, Игорь Васильевич — академик Российской академии наук, директор федерального государственного унитарного предприятия «Центральный научно-исследовательский институт конструкционных материалов „Прометей“», город Санкт-Петербург
77. 10 апреля 2002 года, № 367 — полковник Афанасьев, Виктор Михайлович — заместитель командира отряда космонавтов — инструктор-космонавт-испытатель Российского государственного научно-исследовательского испытательного центра подготовки космонавтов имени Ю. А. Гагарина, Московская область
78. 10 апреля 2002 года, № 367 — Усачёв, Юрий Владимирович — инструктор-космонавт-испытатель открытого акционерного общества «Ракетно-космическая корпорация „Энергия“ имени С. П. Королева», Московская область
79. 26 июня 2002 года, № 652 — Кутафин, Олег Емельянович — ректор Московской государственной юридической академии, председатель Комиссии по вопросам гражданства при Президенте Российской Федерации
80. 21 сентября 2002 года, № 1012 — Кобзон, Иосиф Давыдович — заместитель председателя Комитета Государственной думы по культуре и туризму, солист государственного учреждения культуры «Московское государственное концертное объединение „Москонцерт“»
81. 31 января 2003 года, № 128 — Иванов, Сергей Борисович — Министр обороны Российской Федерации
82. 13 марта 2003 года, № 328 — Михалков, Сергей Владимирович — писатель, город Москва
83. 10 июня 2003 года, № 653 — Исаков, Юрий Фёдорович — академик, советник президиума Российской академии медицинских наук, главный детский хирург Министерства здравоохранения Российской Федерации
84. 11 июня 2003 года, № 667 — Трутнев, Юрий Алексеевич — академик Российской академии наук, первый заместитель научного руководителя по перспективным исследованиям федерального государственного унитарного предприятия «Российский федеральный ядерный центр — Всероссийский научно-исследовательский институт экспериментальной физики», Нижегородская область
85. 24 июля 2003 года, № 831 — Чуб, Владимир Фёдорович — глава администрации (губернатор) Ростовской области
86. 9 августа 2003 года, № 953 — Совмен, Хазрет Меджидович — Президент Республики Адыгея
87. 14 августа 2003 года, № 965 — Лебедев, Вячеслав Михайлович — Председатель Верховного суда Российской Федерации
88. 11 октября 2003 года, № 1206 — Захаров, Марк Анатольевич — художественный руководитель Московского государственного театра «Ленком»
89. 6 ноября 2003 года, № 1309 — Громов, Борис Всеволодович — губернатор, председатель правительства Московской области
90. 10 декабря 2003 года, № 1460 — Темирканов Юра Хатиевич (Юрий Хатуевич) — главный дирижёр и художественный руководитель Заслуженного коллектива России академического симфонического оркестра, художественный руководитель Санкт-Петербургской академической филармонии имени Д. Д. Шостаковича
91. 13 декабря 2003 года, № 1483 — Салахов, Таир Теймур оглы — вице-президент Российской академии художеств, город Москва
92. 19 декабря 2003 года, № 1494 — Волчек, Галина Борисовна — художественный руководитель Московского театра «Современник»
93. 30 марта 2004 года, № 445 — Дзасохов, Александр Сергеевич — Президент Республики Северная Осетия — Алания
94. 5 апреля 2004 года, № 482 — Россель, Эдуард Эргартович — губернатор Свердловской области
95. 21 мая 2004 года, № 658 — Красовский, Николай Николаевич — академик, заведующий сектором Института математики и механики Уральского отделения Российской академии наук, Свердловская область
96. 26 мая 2004 года, № 680 — митрополит Санкт-Петербургский и Ладожский Владимир (Котляров Владимир Саввич), постоянный член Священного синода Русской православной церкви
97. 8 июня 2004 года, № 734 — Кац, Арнольд Михайлович — художественный руководитель и главный дирижёр Академического симфонического оркестра государственного учреждения культуры «Новосибирская государственная филармония»
98. 12 июня 2004 года, № 761 — Чазов, Евгений Иванович — генеральный директор Российского кардиологического научно-производственного комплекса, город Москва
99. 14 июля 2004 года, № 898 — Васильев, Борис Львович — писатель, город Москва
100. 25 сентября 2004 года, № 1220 — Бударин, Николай Михайлович — инструктор-космонавт-испытатель открытого акционерного общества «Ракетно-космическая корпорация „Энергия“ имени С. П. Королева», Московская область
101. 29 сентября 2004 года, № 1248 — Искандер, Фазиль Абдулович — писатель, город Москва
102. 29 сентября 2004 года, № 1252 — Кулаков, Владимир Иванович — вице-президент Российской академии медицинских наук, директор государственного учреждения «Научный центр акушерства, гинекологии и перинатологии» Российской академии медицинских наук, город Москва
103. 19 октября 2004 года, № 1335 — Стриженов, Олег Александрович — артист государственного учреждения культуры «Государственный театр киноактера», город Москва
104. 9 ноября 2004 года, № 1424 — Каримов Мустафа Сафич (Мустай Карим) — писатель, Республика Башкортостан
105. 20 декабря 2004 года, № 1570 — Дурова, Наталья Юрьевна — генеральный директор, художественный руководитель государственного учреждения культуры города Москвы «Театр „Уголок дедушки Дурова“»
106. 21 декабря 2004 года, № 1581 — Бокерия, Леонид Антонович — директор государственного учреждения «Научный центр сердечно-сосудистой хирургии имени А. Н. Бакулева» Российской академии медицинских наук, директор Института кардиохирургии имени В. И. Бураковского, город Москва
107. 25 января 2005 года, № 77 — Садовничий, Виктор Антонович — ректор государственного образовательного учреждения «Московский государственный университет имени М. В. Ломоносова»
108. 2 февраля 2005 года, № 114 — Велихов, Евгений Павлович — академик Российской академии наук, президент федерального государственного учреждения «Российский научный центр „Курчатовский институт“», город Москва
109. 11 февраля 2005 года, № 144 — Коршунов, Виктор Иванович — генеральный директор Государственного академического Малого театра России, город Москва
110. 18 апреля 2005 года, № 440 — Никольский, Сергей Михайлович — советник Российской академии наук, главный научный сотрудник Математического института имени В. А. Стеклова Российской академии наук, город Москва
111. 3 мая 2005 года, № 488 — Платэ, Николай Альфредович — вице-президент Российской академии наук, директор Института нефтехимического синтеза имени А. В. Топчиева Российской академии наук, город Москва
112. 9 мая 2005 года, № 533 — Коков, Валерий Мухамедович — Президент Кабардино-Балкарской Республики
113. 6 июня 2005 года, № 657 — Брежнев, Владимир Аркадьевич — президент открытого акционерного общества «Корпорация „Трансстрой“», город Москва
114. 18 июня 2005 года, № 703 — Соломин, Юрий Мефодьевич — художественный руководитель, артист Государственного академического Малого театра России, город Москва
115. 25 июня 2005 года, № 722 — Марчук, Гурий Иванович — академик, советник Российской академии наук, город Москва
116. 1 июля 2005 года, № 767 — Лопухин, Юрий Михайлович — директор государственного учреждения «Научно-исследовательский институт физико-химической медицины», город Москва
117. 22 июля 2005 года, № 856 — Лавёров, Николай Павлович — академик, вице-президент Российской академии наук
118. 10 августа 2005 года, № 947 — Ресин, Владимир Иосифович — первый заместитель мэра Москвы в правительстве Москвы
119. 17 августа 2005 года, № 968 — Табаков, Олег Павлович — художественный руководитель государственного учреждения «Московский Художественный академический театр имени А. П. Чехова»
120. 1 сентября 2005 года, № 1021 — Фрадков, Михаил Ефимович — Председатель Правительства Российской Федерации
121. 2 сентября 2005 года, № 1032 — Лавров, Кирилл Юрьевич — художественный руководитель федерального государственного учреждения культуры «Российский государственный академический Большой драматический театр имени Г. А. Товстоногова», город Санкт-Петербург
122. 11 октября 2005 года, № 1194 — Глазунов, Илья Сергеевич — художник, ректор Российской академии живописи, ваяния и зодчества, город Москва
123. 21 октября 2005 года, № 1225 — Михалков, Никита Сергеевич — кинорежиссёр-постановщик федерального государственного унитарного предприятия «Киноконцерн „Мосфильм“», город Москва
124. 25 ноября 2005 года, № 1346 — Фёдоров, Игорь Борисович — ректор государственного образовательного учреждения высшего профессионального образования «Московский государственный технический университет имени Н. Э. Баумана»
125. 25 ноября 2005 года, № 1368 — Мордюкова, Ноябрина Викторовна — артистка кино, город Москва
126. 29 ноября 2005 года, № 1376 — Федосеев, Владимир Иванович — художественный руководитель и главный дирижёр федерального государственного учреждения «Государственный академический Большой симфонический оркестр имени П. И. Чайковского», город Москва
127. 15 декабря 2005 года, № 1443 — Грызлов, Борис Вячеславович — Председатель Государственной думы Федерального собрания Российской Федерации
128. 31 декабря 2005 года, № 1566 — Тодоровский, Пётр Ефимович — кинорежиссёр-постановщик федерального государственного унитарного предприятия «Киноконцерн „Мосфильм“», город Москва
129. 4 января 2006 года, № 11 — Церетели, Зураб Константинович — президент Российской академии художеств, город Москва
130. 4 февраля 2006 года, № 71 — Месяц, Геннадий Андреевич — академик Российской академии наук, вице-президент Российской академии наук, город Москва
131. 20 февраля 2006 года, № 145 — Неумывакин, Александр Яковлевич — президент Общероссийской общественной организации инвалидов «Всероссийское общество слепых», город Москва
132. 7 марта 2006 года, № 182 — Байбаков, Николай Константинович — главный научный сотрудник Института проблем нефти и газа Российской академии наук, город Москва
133. 27 марта 2006 года, № 265 — Аврорин, Евгений Николаевич — академик Российской академии наук, научный руководитель федерального государственного унитарного предприятия «Российский федеральный ядерный центр — Всероссийский научно-исследовательский институт технической физики имени академика Е. И. Забабахина», Челябинская область
134. 18 апреля 2006 года, № 397 — Вольский, Аркадий Иванович — почетный президент Российского союза промышленников и предпринимателей (работодателей), город Москва
135. 28 мая 2006 года, № 512 — Богданов, Владимир Леонидович — генеральный директор открытого акционерного общества «Сургутнефтегаз», Ханты-Мансийский автономный округ — Югра
136. 29 мая 2006 года, № 514 — Хуциев, Марлен Мартынович — кинорежиссёр, город Москва
137. 31 мая 2006 года, № 550 — Першилин, Константин Георгиевич — директор федерального государственного унитарного предприятия «Учебно-опытное хозяйство „Тулинское“» Новосибирского государственного аграрного университета
138. 17 июня 2006 года, № 615 — Вербицкая, Людмила Алексеевна — ректор федерального государственного образовательного учреждения высшего профессионального образования «Санкт-Петербургский государственный университет»
139. 11 сентября 2006 года, № 990 — Акопян, Иосиф Григорьевич — генеральный директор, генеральный конструктор открытого акционерного общества «Московский научно-исследовательский институт „Агат“», Московская область
140. 11 сентября 2006 года, № 991 — Шейндлин, Александр Ефимович — почетный директор государственного учреждения «Объединенный институт высоких температур» Российской академии наук, город Москва
141. 28 сентября 2006 года, № 1052 — Лепешинская, Ольга Васильевна — председатель президиума правления автономной некоммерческой организации «Центральный Дом работников искусств», город Москва
142. 25 октября 2006 года, № 1189 — Вишневская, Галина Павловна — художественный руководитель государственного учреждения культуры города Москвы «Центр оперного пения под руководством Галины Вишневской»
143. 26 октября 2006 года, № 1195 — Гапонов-Грехов, Андрей Викторович — академик Российской академии наук, советник Института прикладной физики Российской академии наук, Нижегородская область
144. 30 октября 2006 года, № 1199 — Кожин, Владимир Игоревич — управляющий делами Президента Российской Федерации
145. 13 ноября 2006 года, № 1277 — Дударова, Вероника Борисовна — художественный руководитель федерального государственного учреждения культуры «Симфонический оркестр России», город Москва
146. 20 ноября 2006 года, № 1297 — митрополит Смоленский и Калининградский Кирилл (Гундяев Владимир Михайлович) — постоянный член Священного синода Русской православной церкви, председатель Отдела внешних церковных связей Московского патриархата
147. 9 декабря 2006 года, № 1380 — Горин, Василий Яковлевич — председатель ордена Трудового Красного Знамени колхоза имени Фрунзе Белгородской области
148. 26 января 2007 года, № 78 — Машбашев, Исхак Шумафович — писатель, председатель правления Союза писателей Республики Адыгея
149. 26 января 2007 года, № 79 — Добрецов, Николай Леонтьевич — академик, вице-президент Российской академии наук, председатель Сибирского отделения Российской академии наук, Новосибирская область
150. 28 января 2007 года, № 96 — Денежкин, Геннадий Алексеевич — первый заместитель генерального директора по научной работе, главный конструктор федерального государственного унитарного предприятия «Государственное научно-производственное предприятие „Сплав“», Тульская область
151. 22 февраля 2007 года, № 208 — Скринский, Александр Николаевич — академик Российской академии наук, директор Института ядерной физики имени Г. И. Будкера Сибирского отделения Российской академии наук, Новосибирская область
152. 23 февраля 2007 года, № 226 — Северин, Гай Ильич — генеральный директор — генеральный конструктор открытого акционерного общества «Научно-производственное предприятие „Звезда“», Московская область
153. 2 марта 2007 года, № 266 — Степашин, Сергей Вадимович — Председатель Счётной палаты Российской Федерации
154. 6 марта 2007 года, № 278 — Терешкова, Валентина Владимировна — старший научный сотрудник Российского государственного научно-исследовательского испытательного центра подготовки космонавтов имени Ю. А. Гагарина, Московская область
155. 21 марта 2007 года, № 404 — Гончар, Андрей Александрович — академик, советник Российской академии наук
156. 27 марта 2007 года, № 422 — Вешняков, Александр Альбертович — Председатель Центральной избирательной комиссии Российской Федерации
157. 26 мая 2007 года, № 655 — Брычёва, Лариса Игоревна — помощник Президента Российской Федерации, начальник Государственно-правового управления Президента Российской Федерации
158. 13 июля 2007 года, № 877 — Фоменко, Пётр Наумович — художественный руководитель государственного учреждения культуры города Москвы «Московский театр „Мастерская П. Н. Фоменко“»
159. 27 июля 2007 года, № 990 — Григорович, Юрий Николаевич — хореограф-постановщик федерального государственного учреждения «Государственный академический Большой театр России», город Москва
160. 11 августа 2007 года, № 1067 — Ахмадулина, Изабелла Ахатовна — поэт, город Москва
161. 25 сентября 2007 года, № 1302 — Любимов, Юрий Петрович — директор, художественный руководитель государственного учреждения культуры города Москвы «Московский театр на Таганке»
162. 3 ноября 2007 года, № 1456 — Фролов, Константин Васильевич — академик Российской академии наук, директор Института машиноведения имени А. А. Благонравова Российской академии наук, город Москва
163. 1 декабря 2007 года, № 1603 — Колосов, Сергей Николаевич — кинорежиссёр-постановщик федерального государственного унитарного предприятия «Киноконцерн „Мосфильм“», город Москва
164. 3 декабря 2007 года, № 1624 — Щедрин, Родион Константинович — композитор, город Москва
165. 6 декабря 2007 года, № 1635 — Наумов, Владимир Наумович — кинорежиссёр-постановщик федерального государственного унитарного предприятия «Киноконцерн „Мосфильм“», город Москва
166. 19 декабря 2007 года, № 1709 — Савельев, Виктор Сергеевич — академик Российской академии медицинских наук и Российской академии наук, заведующий кафедрой государственного образовательного учреждения высшего профессионального образования «Российский государственный медицинский университет», город Москва
167. 8 февраля 2008 года, № 167 — Дедов, Иван Иванович — руководитель Федерального агентства по высокотехнологичной медицинской помощи
168. 16 апреля 2008 года, № 496 — Ишаев, Виктор Иванович — губернатор Хабаровского края
169. 5 мая 2008 года, № 674 — Вознесенский, Андрей Андреевич — поэт, город Москва
170. 5 мая 2008 года, № 680 — Пирузян, Лев Арамович — академик Российской академии наук, главный научный сотрудник Института химической физики имени Н. Н. Семенова Российской академии наук, город Москва
171. 6 мая 2008 года, № 704 — Фёдоров, Владимир Дмитриевич — академик Российской академии медицинских наук, директор федерального государственного учреждения «Институт хирургии имени А. В. Вишневского Федерального агентства по высокотехнологичной медицинской помощи», город Москва
172. 3 июня 2008 года, № 875 — генерал армии Балуевский, Юрий Николаевич
173. 10 июня 2008 года, № 918 — Яковлев, Юрий Васильевич — артист федерального государственного учреждения культуры «Государственный академический театр имени Евгения Вахтангова», город Москва
174. 10 июня 2008 года, № 923 — Георгиев, Георгий Павлович — главный научный сотрудник Института биологии гена Российской академии наук, советник Российской академии наук, город Москва
175. 3 июля 2008 года, № 1035 — Коновалов, Александр Николаевич — директор государственного учреждения «Научно-исследовательский институт нейрохирургии имени академика Н. Н. Бурденко» Российской академии медицинских наук, город Москва
176. 3 июля 2008 года, № 1036 — Измеров, Николай Федотович — директор государственного учреждения «Научно-исследовательский институт медицины труда» Российской академии медицинских наук, город Москва
177. 3 июля 2008 года, № 1037 — Рязанов, Эльдар Александрович — художественный руководитель государственного учреждения культуры города Москвы «Кинотеатральный центр „Эльдар“»
178. 19 сентября 2008 года, № 1392 — Зубков, Виктор Алексеевич — первый заместитель Председателя Правительства Российской Федерации
179. 17 октября 2008 года, № 1498 — Пастухов, Борис Николаевич — старший вице-президент Торгово-промышленной палаты Российской Федерации
180. 6 ноября 2008 года, № 1586 — Козак, Дмитрий Николаевич — Заместитель Председателя Правительства Российской Федерации
181. 17 ноября 2008 года, № 1612 — Этуш, Владимир Абрамович — президент — художественный руководитель федерального образовательного учреждения высшего профессионального образования «Театральный институт имени Бориса Щукина при Государственном академическом театре имени Евг. Вахтангова», город Москва
182. 20 ноября 2008 года, № 1629 — Добронравов, Николай Николаевич — поэт, город Москва
183. 20 ноября 2008 года, № 1630 — Баталов, Алексей Владимирович — заведующий кафедрой федерального государственного образовательного учреждения высшего и послевузовского профессионального образования «Всероссийский государственный университет кинематографии имени С. А. Герасимова», город Москва
184. 1 декабря 2008 года, № 1694 — Броневой, Леонид Сергеевич — артист государственного учреждения культуры города Москвы «Московский государственный театр „Ленком“»
185. 17 декабря 2008 года, № 1791 — Григорьев, Александр Андреевич — руководитель Федерального агентства по государственным резервам (посмертно)
186. 23 февраля 2009 года, № 200 — Янковский, Олег Иванович — артист государственного учреждения культуры города Москвы «Московский государственный театр „Ленком“»
187. 19 марта 2009 года, № 296 — Матвиенко, Валентина Ивановна — губернатор Санкт-Петербурга
188. 10 июня 2009 года, № 645 — Образцова, Елена Васильевна — солистка оперы, город Москва
189. 19 июля 2009 года, № 829 — Ширвиндт, Александр Анатольевич — художественный руководитель государственного учреждения культуры города Москвы «Московский академический театр сатиры»
190. 2 сентября 2009 года, № 999 — Спиваков, Владимир Теодорович — президент государственного учреждения культуры города Москвы «Московский международный Дом музыки»
191. 30 сентября 2009 года, № 1098 — Ковалёв, Сергей Никитич — генеральный конструктор ракетных подводных крейсеров стратегического назначения открытого акционерного общества «Центральное конструкторское бюро морской техники „Рубин“»
192. 27 октября 2009 года, № 1206 — Басин, Ефим Владимирович — генеральный директор общества с ограниченной ответственностью «Корпорация „Инжстрансстрой“», город Москва
193. 10 февраля 2010 года, № 174 — Зельдин, Владимир Михайлович — артист Центрального академического театра Российской Армии, город Москва
194. 17 февраля 2010 года, № 202 — Филипенко, Александр Васильевич — губернатор Ханты-Мансийского автономного округа — Югры
195. 18 февраля 2010 года, № 218 — Алиев, Муху Гимбатович — Президент Республики Дагестан
196. 6 апреля 2010 года, № 424 — Савин, Анатолий Иванович — академик Российской академии наук, научный руководитель открытого акционерного общества «Концерн ПВО „Алмаз-Антей“», город Москва
197. 14 мая 2010 года, № 588 — Израэль, Юрий Антониевич — директор государственного учреждения «Институт глобального климата и экологии Федеральной службы по гидрометеорологии и мониторингу окружающей среды и Российской академии наук», город Москва
198. 15 мая 2010 года, № 607 — Касаткина, Людмила Ивановна — артистка Центрального академического театра Российской Армии, город Москва
199. 30 июля 2010 года, № 954 — Андреев, Владимир Алексеевич — художественный руководитель государственного учреждения культуры города Москвы «Московский драматический театр имени М. Н. Ермоловой»
200. 24 августа 2010 года, № 1033 — Данелия, Георгий Николаевич — кинорежиссёр-постановщик федерального государственного унитарного предприятия «Киноконцерн „Мосфильм“», город Москва
201. 2 сентября 2010 года, № 1092 — Гафт, Валентин Иосифович — артист государственного учреждения культуры города Москвы «Московский театр „Современник“»
202. 14 сентября 2010 года, № 1128 — Квашнин, Анатолий Васильевич — действительный государственный советник Российской Федерации 1 класса
203. 3 октября 2010 года, № 1203 — Джигарханян, Армен Борисович — художественный руководитель государственного учреждения культуры города Москвы «Московский драматический театр под руководством Армена Джигарханяна»
204. 12 ноября 2010 года, № 1414 — Гурченко, Людмила Марковна — артистка театра и кино, город Москва
205. 1 декабря 2010 года, № 1499 — Хазанов, Геннадий Викторович — художественный руководитель государственного учреждения «Московский государственный театр Эстрады»
206. 28 декабря 2010 года, № 1629 — Шойгу, Сергей Кужугетович — министр Российской Федерации по делам гражданской обороны, чрезвычайным ситуациям и ликвидации последствий стихийных бедствий.
207. 14 февраля 2011 года, № 183 — Фельцман, Оскар Борисович — композитор, город Москва
208. 9 марта 2011 года, № 289 — Игнатенко, Виталий Никитич — генеральный директор федерального государственного унитарного предприятия «Информационное телеграфное агентство России (ИТАР-ТАСС)», город Москва
209. 22 апреля 2011 года, № 495 — Рождественский, Геннадий Николаевич — профессор кафедры федерального государственного образовательного учреждения высшего профессионального образования (университета) «Московская государственная консерватория имени П. И. Чайковского».
210. 9 сентября 2011 года, № 1182 — Клебанов, Илья Иосифович — действительный государственный советник Российской Федерации 1 класса
211. 19 октября 2011 года, № 1385 — Зорькин, Валерий Дмитриевич — Председатель Конституционного суда Российской Федерации
212. 30 января 2012 года, № 125 — Лещенко, Лев Валерьянович — художественный руководитель федерального государственного бюджетного учреждения культуры «Государственный театр эстрадных представлений „Музыкальное агентство“», город Москва
213. 3 февраля 2012 года, № 139 — Кресс, Виктор Мельхиорович — губернатор Томской области
214. 16 апреля 2012 года, № 451 — Тулеев, Аман Гумирович — губернатор Кемеровской области[1]
215. 17 апреля 2012 года, № 453 — Гранов, Анатолий Михайлович — директор федерального государственного бюджетного учреждения «Российский научный центр радиологии и хирургических технологий» Министерства здравоохранения и социального развития Российской Федерации, город Санкт-Петербург
216. 5 мая 2012 года, № 582 — Эйфман, Борис Яковлевич — художественный руководитель — директор Санкт-Петербургского государственного бюджетного учреждения культуры «Академический театр Балета под руководством Бориса Эйфмана»
217. 19 января 2013 года, № 32 — Бугаков, Юрий Фёдорович — председатель закрытого акционерного общества племзавода «Ирмень», Ордынский район Новосибирской области
218. 13 марта 2013 года, № 192 — Токарев, Николай Петрович — президент открытого акционерного общества «Акционерная компания по транспорту нефти „Транснефть“», город Москва
219. 19 марта 2013 года, № 242 — Игнатьев, Сергей Михайлович — Председатель Центрального банка Российской Федерации
220. 2 сентября 2013 года, № 695 — Рашников, Виктор Филиппович — председатель совета директоров открытого акционерного общества «Магнитогорский металлургический комбинат», президент общества с ограниченной ответственностью «Управляющая компания ММК», Челябинская область
221. 13 сентября 2013 года, № 718 — Григорьев, Анатолий Иванович — вице-президент Российской академии наук, город Москва
222. 13 сентября 2013 года, № 718 — Доронина, Татьяна Васильевна — художественный руководитель — директор федерального государственного бюджетного учреждения культуры «Московский Художественный академический театр имени М. Горького»
223. 13 сентября 2013 года, № 718 — Чурикова, Инна Михайловна — артистка государственного бюджетного учреждения культуры города Москвы «Московский государственный театр „Ленком“»
224. 22 мая 2014 года, № 357 — Падалка, Геннадий Иванович — инструктор — космонавт-испытатель отряда космонавтов федерального государственного бюджетного учреждения «Научно-исследовательский испытательный центр подготовки космонавтов имени Ю. А. Гагарина», Московская область
225. 14 августа 2014 года, № 568 — Козлов, Валерий Васильевич — вице-президент Российской академии наук, город Москва
226. 25 октября 2014 года, № 680 — Шувалов, Игорь Иванович — Первый заместитель Председателя Правительства Российской Федерации
227. 8 марта 2015 года, № 115 — Латынина, Лариса Семёновна — член бюро Общероссийской общественной организации «Российский союз спортсменов», член попечительского совета Фонда поддержки олимпийцев России, город Москва
228. 4 апреля 2015 года, № 171 — Савченко, Евгений Степанович — губернатор Белгородской области
229. 16 июля 2015 года, № 369 — Ежевский, Александр Александрович — главный научный сотрудник федерального государственного бюджетного научного учреждения «Всероссийский научно-исследовательский технологический институт ремонта и эксплуатации машинно-тракторного парка», город Москва
230. 22 августа 2015 года, № 431 — Емельянов, Станислав Васильевич — академик Российской академии наук, советник Российской академии наук
231. 22 августа 2015 года, № 431 — Романенко, Геннадий Алексеевич — академик Российской академии наук, вице-президент Российской академии наук
232. 10 октября 2015 года, № 505 — Костюк, Валерий Викторович — академик Российской академии наук, вице-президент федерального государственного бюджетного учреждения «Российская академия наук», город Москва
233. 21 ноября 2015 года, № 566 — Конторович, Алексей Эмильевич — академик Российской академии наук, советник Российской академии наук федерального государственного бюджетного учреждения науки Института нефтегазовой геологии и геофизики имени А. А. Трофимука Сибирского отделения Российской академии наук, Новосибирская область
234. 18 января 2016 года, № 17 — Фокин, Валерий Владимирович — художественный руководитель федерального государственного бюджетного учреждения культуры «Российский государственный академический театр драмы имени А. С. Пушкина (Александринский)», город Санкт-Петербург
235. 18 января 2016 года, № 17 — Фортов, Владимир Евгеньевич — президент Российской академии наук
236. 29 января 2016 года, № 31 — Голикова, Татьяна Алексеевна — Председатель Счётной палаты Российской Федерации
237. 15 февраля 2016 года, № 59 — Поярков Владимир Кириллович (митрополит Крутицкий и Коломенский Ювеналий) — Патриарший наместник Московской епархии, постоянный член Священного синода Русской православной церкви
238. 18 апреля 2016 года, № 187 — Жириновский, Владимир Вольфович — депутат Государственной думы Федерального собрания Российской Федерации, руководитель фракции политической партии «Либерально-демократическая партия России»
239. 28 июля 2016 года, № 359 — Костин, Андрей Леонидович — президент — председатель правления Банка ВТБ (публичного акционерного общества), город Санкт-Петербург
240. 20 сентября 2016 года, № 481 — Ковальчук, Михаил Валентинович — президент федерального государственного бюджетного учреждения «Национальный исследовательский центр „Курчатовский институт“», город Москва
241. 17 ноября 2016 года, № 608 — Арчаков, Александр Иванович — научный руководитель федерального государственного бюджетного научного учреждения «Научно-исследовательский институт биомедицинской химии имени В. Н. Ореховича», город Москва
242. 24 ноября 2016 года, № 622 — Масляков, Александр Васильевич — президент общества с ограниченной ответственностью «Телевизионное творческое объединение „АМИК“», город Москва
243. 20 декабря 2016 года, № 695 — Чубарьян, Александр Оганович — академик Российской академии наук, научный руководитель федерального государственного бюджетного учреждения науки Института всеобщей истории Российской академии наук, город Москва
244. 20 декабря 2016 года, № 695 — Баранов, Александр Александрович — академик Российской академии наук, директор федерального государственного бюджетного учреждения «Научный центр здоровья детей», город Москва
245. 26 января 2017 года, № 30 — Меньшов, Владимир Валентинович — кинорежиссёр-постановщик федерального государственного унитарного предприятия «Киноконцерн „Мосфильм“», город Москва
246. 13 февраля 2017 года, № 59 — Грач, Эдуард Давидович — профессор федерального государственного бюджетного образовательного учреждения высшего образования «Московская государственная консерватория имени П. И. Чайковского»
247. 13 февраля 2017 года, № 59 — Соткилава, Зураб Лаврентьевич — профессор федерального государственного бюджетного образовательного учреждения высшего образования «Московская государственная консерватория имени П. И. Чайковского»
248. 5 апреля 2017 года, № 145 — Третьяк, Владислав Александрович — депутат Государственной думы Федерального собрания Российской Федерации
249. 18 мая 2017 года, № 215 — Калягин, Александр Александрович — художественный руководитель государственного бюджетного учреждения культуры города Москвы «Московский театр „ET CETERA“ под руководством Александра Калягина»
250. 12 июля 2017 года, № 315 — Маленченко, Юрий Иванович — инструктор-космонавт-испытатель отряда космонавтов федерального государственного бюджетного учреждения «Научно-исследовательский испытательный центр подготовки космонавтов имени Ю. А. Гагарина», Московская область
251. 31 июля 2017 года, № 351 — Пьеха, Эдита Станиславовна — солистка-вокалистка межрегиональной общественной организации «Союз концертных деятелей», город Санкт-Петербург
252. 25 сентября 2017 года, № 436 — Шанцев, Валерий Павлинович — губернатор Нижегородской области, Председатель правительства Нижегородской области
253. 24 октября 2017 года, № 512 — Оганесян, Юрий Цолакович — научный руководитель лаборатории Объединённого института ядерных исследований, Московская область
254. 2 ноября 2017 года, № 531 — Воробьёв, Юрий Леонидович — член Совета Федерации Федерального собрания Российской Федерации от Вологодской области — представитель от законодательного (представительного) органа государственной власти Вологодской области, заместитель Председателя Совета Федерации Федерального собрания Российской Федерации
255. 1 февраля 2018 года, № 45 — Полтавченко, Георгий Сергеевич — губернатор Санкт-Петербурга
256. 2 марта 2018 года, № 93 — Каюров, Юрий Иванович — артист федерального государственного бюджетного учреждения культуры «Государственный академический Малый театр России», город Москва
257. 9 апреля 2018 года, № 151 — Фетисов, Вячеслав Александрович — первый заместитель председателя Комитета Государственной думы по физической культуре, спорту, туризму и делам молодёжи
258. 3 мая 2018 года, № 182 — Винокур, Владимир Натанович — артист, член Международного союза деятелей эстрадного искусства (творческого союза), город Москва
259. 29 июня 2018 года, № 377 — Збруев, Александр Викторович — артист государственного бюджетного учреждения культуры города Москвы «Московский государственный театр „Ленком“»
260. 16 июля 2018 года, № 431 — Винер-Усманова, Ирина Александровна — главный тренер спортивной сборной команды Российской Федерации по художественной гимнастике федерального государственного бюджетного учреждения «Центр спортивной подготовки сборных команд России», город Москва
261. 11 октября 2018 года, № 574 — Суриков, Александр Александрович — чрезвычайный и полномочный посол, город Москва
262. 13 ноября 2018 года, № 656 — Юрчихин, Фёдор Николаевич — инструктор-космонавт-испытатель отряда космонавтов федерального государственного бюджетного учреждения «Научно-исследовательский испытательный центр подготовки космонавтов имени Ю. А. Гагарина», Московская область
263. 27 декабря 2018 года, № 756 — Адамян, Лейла Вагоевна — заместитель директора по научной работе федерального государственного бюджетного учреждения «Национальный медицинский исследовательский центр акушерства, гинекологии и перинатологии имени академика В. И. Кулакова», город Москва
264. 8 февраля 2019 года, № 42 — Греф, Герман Оскарович — президент, председатель правления публичного акционерного общества «Сбербанк России», город Москва
265. 28 марта 2019 года, № 132 — Плетнёв, Михаил Васильевич — художественный руководитель федерального государственного бюджетного учреждения культуры «Российский национальный оркестр», город Москва
266. 17 июля 2019 года, № 337 — Васильев, Владимир Абдуалиевич — Глава Республики Дагестан
267. 9 августа 2019 года, № 373 — Майоров, Борис Александрович — председатель совета ветеранов автономной некоммерческой организации «Народная Команда — Хоккейный Клуб „Спартак“», город Москва
268. 23 августа 2019 года, № 392 — Минин, Владимир Николаевич — художественный руководитель государственного бюджетного учреждения культуры города Москвы «Московский государственный академический камерный хор»
269. 23 августа 2019 года, № 392 — Роднина, Ирина Константиновна — заместитель председателя Комитета Государственной думы по международным делам
270. 23 августа 2019 года, № 392 — Сакович, Геннадий Викторович — научный руководитель федерального государственного бюджетного учреждения науки Института проблем химико-энергетических технологий Сибирского отделения Российской академии наук, Алтайский край
271. 9 сентября 2019 года, № 430 — Чилингаров, Артур Николаевич — депутат Государственной думы Федерального собрания Российской Федерации
272. 9 сентября 2019 года, № 430 — Гайнутдинов, Равиль Исмагилович — председатель Централизованной мусульманской религиозной организации Совет муфтиев России, председатель Централизованной религиозной организации Духовное управление мусульман Российской Федерации, город Москва
273. 21 октября 2019 года, № 506 — Шмаков, Михаил Викторович — председатель Общероссийского союза «Федерация Независимых Профсоюзов России», город Москва
274. 21 октября 2019 года, № 506 — Шохин, Александр Николаевич — президент Общероссийской общественной организации «Российский союз промышленников и предпринимателей», город Москва
275. 28 октября 2019 года, № 525 — Басилашвили, Олег Валерианович — артист федерального государственного бюджетного учреждения культуры «Российский государственный академический Большой драматический театр имени Г. А. Товстоногова», город Санкт-Петербург
276. 28 октября 2019 года, № 525 — Борисова, Юлия Константиновна — артистка федерального государственного бюджетного учреждения культуры «Государственный академический театр имени Евгения Вахтангова», город Москва
277. 28 октября 2019 года, № 525 — Фрейндлих, Алиса Бруновна — артистка федерального государственного бюджетного учреждения культуры «Российский государственный академический Большой драматический театр имени Г. А. Товстоногова», город Санкт-Петербург
278. 11 ноября 2019 года, № 546 — Потанин, Владимир Олегович — президент, председатель правления публичного акционерного общества «Горно-металлургическая компания „Норильский никель“», Красноярский край
279. 6 декабря 2019 года, № 587 — Пиотровский, Михаил Борисович — генеральный директор федерального государственного бюджетного учреждения культуры «Государственный Эрмитаж», город Санкт-Петербург
280. 30 января 2020 года, № 70 — Васильева, Вера Кузьминична — артистка государственного бюджетного учреждения культуры города Москвы «Московский академический театр сатиры»
281. 27 февраля 2020 года, № 153 — Сличенко, Николай Алексеевич — художественный руководитель государственного бюджетного учреждения культуры города Москвы «Московский музыкально-драматический цыганский театр „Ромэн“»
282. 16 апреля 2020 года, № 271 — Долгих, Владимир Иванович — председатель Московской городской общественной организации пенсионеров, ветеранов войны, труда, Вооружённых Сил и правоохранительных органов
283. 16 апреля 2020 года, № 271 — Челышев, Евгений Петрович — советник Российской академии наук федерального государственного бюджетного учреждения «Российская академия наук», город Москва
284. 19 мая 2020 года, № 330 — Башмет, Юрий Абрамович — художественный руководитель федерального государственного бюджетного учреждения культуры «Государственный симфонический оркестр „Новая Россия“», город Москва
285. 23 июня 2020 года, № 409 — Курцер, Марк Аркадьевич — генеральный директор группы компаний «Мать и дитя», Московская область
286. 21 августа 2020 года, № 520 — Кононенко, Олег Дмитриевич — инструктор-космонавт-испытатель — командир отряда космонавтов федерального государственного бюджетного учреждения «Научно-исследовательский испытательный центр подготовки космонавтов имени Ю. А. Гагарина», Московская область
287. 26 августа 2020 года, № 529 — Торкунов, Анатолий Васильевич — ректор федерального государственного автономного образовательного учреждения высшего образования «Московский государственный институт международных отношений (университет) Министерства иностранных дел Российской Федерации»
288. 12 октября 2020 года, № 617 — Литвиненко, Владимир Стефанович — ректор федерального государственного бюджетного образовательного учреждения высшего образования «Санкт-Петербургский горный университет»
289. 12 октября 2020 года, № 617 — Саркисов, Ашот Аракелович — советник Российской академии наук федерального государственного бюджетного учреждения науки Института проблем безопасного развития атомной энергетики Российской академии наук, город Москва
290. 12 октября 2020 года, № 617 — Кудрин, Алексей Леонидович — Председатель Счётной палаты Российской Федерации
291. 23 ноября 2020 года, № 732 — Покровский, Анатолий Владимирович — советник федерального государственного бюджетного учреждения «Национальный медицинский исследовательский центр хирургии имени А. В. Вишневского», город Москва
292. 18 мая 2021 года, № 293 — Карпов, Анатолий Евгеньевич — депутат Государственной думы Федерального собрания Российской Федерации, заместитель председателя Комитета Государственной думы по делам национальностей
293. 18 мая 2021 года, № 293 — Беглов, Александр Дмитриевич — губернатор Санкт-Петербурга
294. 5 июня 2021 года, № 340 — Москвина, Тамара Николаевна — заслуженный тренер России, главный тренер автономной некоммерческой организации «Спортивный клуб фигурного катания Тамары Москвиной», город Москва
295. 2 июля 2021 года, № 394 — Бородин, Алексей Владимирович — художественный руководитель федерального государственного бюджетного учреждения культуры «Российский государственный академический молодёжный театр», город Москва
296. 2 июля 2021 года, № 394 — Гусев, Евгений Иванович — заведующий кафедрой федерального государственного автономного образовательного учреждения высшего образования «Российский национальный исследовательский медицинский университет имени Н. И. Пирогова», город Москва
297. 2 июля 2021 года, № 394 — Кузьминов, Ярослав Иванович — ректор федерального государственного автономного образовательного учреждения высшего образования «Национальный исследовательский университет „Высшая школа экономики“», город Москва
298. 24 августа 2021 года, № 488 — Сомов, Вадим Евсеевич — генеральный директор общества с ограниченной ответственностью «Производственное объединение „Киришинефтеоргсинтез“», Ленинградская область
299. 10 сентября 2021 года, № 525 — Шишкин, Андрей Николаевич — вице-президент по информатизации, инновациям и локализации публичного акционерного общества «Нефтяная компания „Роснефть“», город Москва
300. 20 декабря 2021 года, № 714 — Розенбаум, Александр Яковлевич — художественный руководитель Фонда создания и развития театра-студии «ПЕТРО-АРТ», город Санкт-Петербург
301. 20 декабря 2021 года, № 714 — Хубутия, Могели Шалвович — президент государственного бюджетного учреждения здравоохранения города Москвы «Научно-исследовательский институт скорой помощи им. Н. В. Склифосовского Департамента здравоохранения города Москвы»
302. 21 февраля 2022 года, № 70 — Минниханов, Рустам Нургалиевич — Президент Республики Татарстан
303. 21 февраля 2022 года, № 70 — Макаров, Валерий Леонидович — научный руководитель федерального государственного бюджетного учреждения науки Центрального экономико-математического института Российской академии наук, город Москва
304. 11 марта 2022 года, № 111 — Варшавер, Марк Борисович — директор государственного бюджетного учреждения культуры города Москвы «Московский государственный театр „Ленком Марка Захарова“»
305. 1 апреля 2022 года, № 176 — Артамонов, Анатолий Дмитриевич — сенатор Российской Федерации — представитель от исполнительного органа государственной власти Калужской области, председатель Комитета Совета Федерации по бюджету и финансовым рынкам
306. 18 апреля 2022 года, № 212 — Сухих, Геннадий Тихонович — доктор медицинских наук, академик Российской академии наук, город Москва
307. 2 июня 2022 года, № 337 — Штернфельд, Владимир Давидович — президент общественной организации «Федеральная еврейская национально-культурная автономия», город Москва
308. 1 июля 2022 года, № 418 — Тарпищев, Шамиль Анвярович — президент Общероссийской общественной организации «Федерация тенниса России», город Москва
309. 8 июля 2022 года, № 436 — Шевченко, Юрий Леонидович — президент федерального государственного бюджетного учреждения «Национальный медико-хирургический Центр имени Н. И. Пирогова», город Москва
310. 25 августа 2022 года, № 572 — Дроздов, Николай Николаевич — председатель Медиасовета Первого общественного экологического телевидения межрегиональной общественной организации содействия охране окружающей среды «Живая Планета», город Москва
311. 25 августа 2022 года, № 572 — Малышев, Владимир Сергеевич — исполняющий обязанности ректора федерального государственного бюджетного образовательного учреждения высшего образования «Всероссийский государственный университет кинематографии имени С. А. Герасимова», город Москва
312. 21 сентября 2022 года, № 654 — Толстой, Георгий Кириллович — профессор кафедры федерального государственного бюджетного образовательного учреждения высшего образования «Санкт-Петербургский государственный университет»
313. 17 ноября 2022 года, № 830 — Джабаров, Владимир Михайлович — сенатор Российской Федерации — представитель от законодательного (представительного) органа государственной власти Еврейской автономной области, первый заместитель председателя Комитета Совета Федерации по международным делам
314. 22 декабря 2022 года, № 933 — Бабкина, Надежда Георгиевна — художественный руководитель — директор государственного бюджетного учреждения культуры города Москвы «Московский государственный академический театр „Русская песня“»
315. 26 января 2023 года, № 37 — Старшинов, Вячеслав Иванович — почётный президент автономной некоммерческой организации «Народная Команда — Хоккейный Клуб „Спартак“», город Москва
316. 28 февраля 2023 года, № 133 — Боллоев, Таймураз Казбекович — председатель наблюдательного совета акционерного общества «БТК групп», город Санкт-Петербург
317. 3 апреля 2023 года, № 234 — Хабриева, Талия Ярулловна — директор федерального государственного научно-исследовательского учреждения «Институт законодательства и сравнительного правоведения при Правительстве Российской Федерации», город Москва
318. 2 мая 2023 года, № 321 — Гергиев, Валерий Абисалович — художественный руководитель — директор федерального государственного бюджетного учреждения культуры «Государственный академический Мариинский театр», город Санкт-Петербург
319. 9 июня 2023 года, № 420 — Немоляева, Светлана Владимировна — артистка государственного бюджетного учреждения культуры города Москвы «Московский академический театр имени Вл. Маяковского»
320. 20 июля 2023 года, № 538 — Бочкарёв, Андрей Юрьевич — заместитель Мэра Москвы в Правительстве Москвы по вопросам градостроительной политики и строительства
321. 22 ноября 2023 года, № 870 — Мутко, Виталий Леонтьевич — генеральный директор акционерного общества «ДОМ.РФ», город Москва
322. 21 декабря 2023 года, № 977 — Таджуддинов, Талгат Сафич — верховный муфтий, председатель Центрального духовного управления мусульман России, Республика Башкортостан
323. 5 февраля 2024 года, № 91 — Каблов, Евгений Николаевич — академик Российской академии наук
324. 8 февраля 2024 года, № 108 — Кадыров, Рамзан Ахматович — Глава Чеченской Республики
325. 8 февраля 2024 года, № 108 — Франтенко, Гавриил Степанович — генеральный директор сельскохозяйственного акционерного общества «Белореченское», Иркутская область
326. 11 апреля 2024 года, № 253 — Слухай, Иван Андреевич — председатель Московской общественной организации ветеранов Великой Отечественной войны, ветеранов боевых действий, военной службы и ветеранов труда
327. 22 апреля 2024 года, № 279 — Белозёров, Олег Валентинович — генеральный директор — председатель правления открытого акционерного общества «Российские железные дороги», город Москва
328. 21 мая 2024 года, № 423 — Вилинбахов, Георгий Вадимович — председатель Геральдического совета при Президенте Российской Федерации — государственный герольдмейстер, заместитель генерального директора федерального государственного бюджетного учреждения культуры «Государственный Эрмитаж», город Санкт-Петербург
329. 29 мая 2024 года, № 444 — Кропачев, Николай Михайлович — ректор федерального государственного бюджетного образовательного учреждения высшего образования «Санкт-Петербургский государственный университет»
330. 22 июля 2024 года, № 615 — Глыбочко, Пётр Витальевич — ректор федерального государственного автономного образовательного учреждения высшего образования Первого Московского государственного медицинского университета имени И. М. Сеченова (Сеченовского Университета)
331. 17 августа 2024 года, № 701 — Карасин, Григорий Борисович — сенатор Российской Федерации — представитель от исполнительного органа государственной власти Сахалинской области, председателя Комитета Совета Федерации по международным делам
332. 6 сентября 2024 года, № 745 — Черешнев, Валерий Александрович — заместитель президента федерального государственного бюджетного учреждения «Российская академия наук», главный научный сотрудник федерального государственного бюджетного учреждения науки Института иммунологии и физиологии Уральского отделения Российской академии наук
333. 4 октября 2024 года, № 853 — Михайлов, Борис Петрович — член межрегиональной общественной организации «Совет ветеранов спорта ЦСКА»
334. 18 ноября 2024 года, № 986 — митрополит Симферопольский и Крымский Тихон (Шевкунов, Георгий Александрович) — глава Крымской митрополии Русской Православной Церкви
335. 21 ноября 2024 года, № 993 — Крутой, Игорь Яковлевич — композитор, продюсер, член Международного союза деятелей эстрадного искусства (творческого союза), город Москва
336. 8 декабря 2024 года, № 1037 — Метшин, Ильсур Раисович — глава муниципального образования города Казани — мэр города Казани Республики Татарстан
337. 20 декабря 2024 года, № 1089 — Капалин, Герман Михайлович (митрополит Калужский и Боровский Климент) — епархиальный архиерей Централизованной православной религиозной организации — Калужской епархии Русской православной церкви (Московский патриархат)
338. 28 декабря 2024 года, № 1121 — Савенков, Александр Николаевич— директор федерального государственного бюджетного учреждения науки Института государства и права Российской академии наук, город Москва
339. 3 марта 2025 года, № 112 — Чиссов, Валерий Иванович — советник Московского научно-исследовательского онкологического института имени П. А. Герцена — филиала федерального государственного бюджетного образовательного учреждения «Национальный медицинский исследовательский центр радиологии», город Москва
340. 23 апреля 2025 года  № 260 — Стародубов, Владимир Иванович — академик-секретарь Отделения медицинских наук РАН федерального государственного бюджетного учреждения «Российская академия наук», город Москва
341. 21 мая 2025 года, № 337 — Карелова, Галина Николаевна — сенатор Российской Федерации — представитель от исполнительного органа государственной власти Воронежской области, первый заместитель председателя Комитета Совета Федерации по федеративному устройству, региональной политике, местному самоуправлению и делам Севера
342. 24 июня 2025 года, № 409 — Бородавкин, Алексей Николаевич — Чрезвычайный и Полномочный Посол Российской Федерации в Республике Казахстан
343. 24 июня 2025 года, № 409 — Чернушенко, Владислав Александрович — художественный руководитель и главный дирижёр Санкт-Петербургского государственного бюджетного учреждения культуры «Государственная академическая капелла Санкт-Петербурга»
344. 24 июня 2025 года, № 409 — Покровская, Татьяна Николаевна — главный тренер спортивной сборной команды Российской Федерации по синхронному плаванию федерального государственного бюджетного учреждения «Центр спортивной подготовки сборных команд России», город Москва

## Кавалеры ордена II степени, награждённые по неопубликованным указам
В данный раздел включены кавалеры, указы о награждении которых не были опубликованы в «Собрании законодательства Российской Федерации» или «Российской газете».

### Год не указан
1. Бортников, Александр Васильевич — директор Федеральной службы безопасности Российской Федерации[2]
2. Булгаков, Дмитрий Витальевич — заместитель министра обороны Российской Федерации[3]
3. Головко, Александр Валентинович — командующий Космическими войсками — заместитель Главнокомандующего ВКС, генерал-полковник
4. Даньшин, Анатолий Алексеевич — генерал-майор[4]
5. Дворников, Александр Владимирович — командующий войсками Южного военного округа, генерал армии[5]
6. Ефремов, Вениамин Павлович — ученый, конструктор в области радиолокации и автоматических систем управления, академик Российской академии наук[6]
7. Жданьков, Александр Иванович — генерал-полковник
8. Иванов, Виктор Петрович — директор Федеральной службы Российской Федерации по контролю за оборотом наркотиков[7]
9. Калинин, Юрий Иванович — директор Федеральной службы исполнения наказаний Российской Федерации (ФСИН России)
10. Криворучко, Алексей Юрьевич — заместитель министра обороны Российской Федерации
11. Кураленко, Сергей Васильевич — генерал-полковник
12. Куроедов, Владимир Иванович — адмирал флота
13. Мурадов, Рустам Усманович — генерал-полковник
14. Наговицын, Александр Анатольевич —  заместитель начальника Управления ФСБ России по Республике Коми[8]
15. Панков, Николай Александрович.
16. Патрушев, Николай Платонович — секретарь Совета Безопасности Российской Федерации[9]
17. Письменный, Владимир Леонидович.
18. Покровский, Иван Фёдорович — заведующий кафедрой Государственного университета морского и речного флота имени адмирала С. О. Макарова, Санкт-Петербург[10]
19. Проничев, Владимир Егорович.
20. Рахманинов, Юрий Павлович — генеральный директор ОАО «Трансинжстрой»
21. Сергеев, Николай Сергеевич — генерал-майор в отставке
22. Соловцов, Николай Евгеньевич — генерал-полковник, командующий Ракетными войсками стратегического назначения (2001—2009)[источник не указан 1551 день].
23. Сыромолотов, Олег Владимирович — заместитель министра иностранных дел Российской Федерации, руководитель Службы контрразведки ФСБ России (2004—2015), генерал армии[11]
24. Устинов, Владимир Васильевич — Полномочный представитель президента Российской Федерации в Южном федеральном округе
25. Цаликов, Руслан Хаджисмелович — первый заместитель министра обороны Российской Федерации[12]
26. Чайка, Юрий Яковлевич — генеральный прокурор Российской Федерации
27. Ченчик, Сергей Михайлович — генерал-полковник

### По годам
1. 1998 год — Коновалов, Юрий Михайлович — советский и российский конструктор глубоководных технических средств и комплексов
2. 2000 год — Алфёров, Жорес Иванович — академик Российской академии наук, вице-президент Российской академии наук, директор Физико-технического института имени А. Ф. Иоффе Российской академии наук[13]
3. 2000 год — Макаровец, Николай Александрович — генеральный конструктор, генеральный директор Акционерного Общества «Научно-Производственное Объединение „СПЛАВ“».
4. 28 октября 2002 года, № 1266дсп — Шипунов, Аркадий Георгиевич — академик Российской академии наук, генеральный конструктор и начальник государственного унитарного предприятия «Конструкторское бюро приборостроения»[14]
5. 2002 год — Спасский, Игорь Дмитриевич — бывший глава ЦКБ МТ «Рубин»
6. 4 марта 2003 года, № 263дсп — Грязев, Василий Петрович — заместитель генерального конструктора и начальника государственного унитарного предприятия «Конструкторское бюро приборостроения»[15]
7. 15 января 2004 года — Яламов, Эдуард Спиридонович — генеральный директор ФГУП «Производственное объединение „Уральский оптико-механический завод“»[16]
8. 2005 год — Бирюков, Юрий Станиславович — первый заместитель Генерального прокурора Российской Федерации
9. 2005 год — Медведев, Дмитрий Анатольевич — руководитель Администрации Президента Российской Федерации[17]
10. 2006 год — Муров, Евгений Алексеевич.
11. 21 февраля 2008 года — Ефимов, Александр Николаевич — маршал авиации в отставке
12. 2008 год — Горигледжан, Евгений Алексеевич — генеральный конструктор атомных подводных лодок специального назначения ФГУП «Центральное конструкторское бюро морской техники „Рубин“», Санкт-Петербург[18]
13. 2008 год — Илькаев, Радий Иванович — научный руководитель федерального государственного унитарного предприятия «Российский федеральный ядерный центр — Всероссийский научно-исследовательский институт экспериментальной физики» (Саров, Нижегородская область), академик Российской академии наук[19]
14. 2010 год — Лавров, Сергей Викторович — Министр иностранных дел Российской Федерации[20]
15. 2012 год — Бастрыкин, Александр Иванович — Председатель Следственного комитета Российской Федерации[21]
16. 2012 год — Нургалиев, Рашид Гумарович — Министр внутренних дел Российской Федерации[21]
17. 2012 год — Чемезов, Сергей Викторович — генеральный директор Госкорпорации «Ростехнологии»[22]
18. 26 июня 2013 года — Ефремов, Герберт Александрович — советник по науке открытого акционерного общества «Военно-промышленная корпорация „Научно-производственное объединение машиностроения“», Московская область[23]
19. 2014 год — Ткачёв, Александр Николаевич — глава администрации (губернатор) Краснодарского края[24]
20. 2014 год — Чернышенко, Дмитрий Николаевич — президент автономной некоммерческой организации «Организационный комитет „Сочи-2014“»[24]
21. 2014 год — Эрнст, Константин Львович — генеральный директор ОАО «Первый канал»[24]
22. 2014 год — Володин, Вячеслав Викторович — первый заместитель руководителя Администрации президента Российской Федерации[25]
23. 20 апреля 2014 года — Алекперов, Вагит Юсуфович — президент ОАО «Нефтяная компания „ЛУКОЙЛ“»[26]
24. 22 апреля 2014 года — Кулистиков, Владимир Михайлович — генеральный директор телеканала «НТВ»[27]
25. 2014 год — Горовой, Александр Владимирович — генерал-полковник[28]
26. 2016 год — Пялов, Владимир Николаевич — начальник — генеральный конструктор федерального государственного унитарного предприятия "Санкт-Петербургское морское бюро машиностроения «Малахит»[29]
27. 2017 год — Жарков, Николай Сергеевич — генеральный директор публичного акционерного общества «Завод „Красное Сормово“», Нижегородская область[30]
28. 2019 год — Каракаев, Сергей Викторович — генерал-полковник
29. 2019 год — Шевченко, Владимир Николаевич — президент Национальной ассоциации специалистов по протоколу, город Москва[31]
30. 2019 год — Нарышкин, Сергей Евгеньевич — директор Службы внешней разведки Российской Федерации[32]
31. 2020 год — Булавин, Владимир Иванович — руководитель Федеральной таможенной службы
32. 2021 год — Рапота, Григорий Алексеевич — член Совета Федерации Федерального собрания Российской Федерации от исполнительного органа государственной власти Курской области[33]
33. 2022 год — Букаев, Геннадий Иванович — член Правления ПАО «НК «Роснефть»[34]
34. 2022 год — Жеребцов, Гелий Александрович — радиофизик, научный руководитель Института солнечно-земной физики СО РАН[35]
35. 2022 год — Мантуров, Денис Валентинович — заместитель председателя правительства Российской Федерации
36. 2023 год — Миронов, Сергей Михайлович — депутат Государственной думы Федерального собрания Российской Федерации восьмого созыва, руководитель фракции Социалистической политической партии «Справедливая Россия – Патриоты – За правду» в Государственной Думе[36]
37. 2023 год — Памфилова, Элла Александровна — Председатель Центральной Избирательной Комиссии Российской Федерации[37]
38. 2024 год — Зюганов, Геннадий Андреевич — Председатель Центрального Комитета Коммунистической партии Российской Федерации[38]
39. 2024 год — Анашкин, Геннадий Владимирович — врио командующего войсками Южного военного округа, генерал-полковник[39]
40. 2025 год — Делимханов, Алибек Султанович — помощник директора Росгвардии[40]